# X Sagittarii
Désignations
X Sagittarii (en abrégé X Sgr) est une étoile géante lumineuse céphéide de la constellation du Sagittaire. Elle porte également la désignation de Flamsteed de 3 Sagittarii.
La magnitude apparente de cette étoile variable varie entre 4,90 et 4,20 sur une période de 7,01 jours. Son changement de luminosité est associé à un changement de type spectral, de G2 à F5. Elle est située à environ à 950 années-lumière, sur la base de sa parallaxe.